# Paul Burton (Fußballspieler, 1985)
Paul David Burton (* 30. November 1985 in Enfield) ist ein ehemaliger englischer Fußballspieler.

## Karriere
Burton spielte im Nachwuchsbereich von Tottenham Hotspur, bevor er 2003 bei Peterborough United einen zweijährigen Ausbildungsvertrag erhielt. Nachdem Peterborough bereits 2004 sein Nachwuchsprogramm aus Kostengründen eingestellt hatte, wechselte Burton für sein zweites Ausbildungsjahr zu Oxford United. Dort kam der als „hart arbeitender Mittelfeldspieler“ charakterisierte Burton bereits im August 2004 im League Cup unter Trainer Graham Rix gegen den Zweitligisten FC Reading zu einem Einsatz als Einwechselspieler im Profiteam, am letzten Spieltag der Viertligasaison 2004/05 schloss sich unter Trainer Brian Talbot ein 20-minütiger Einsatz bei einer 0:1-Niederlage gegen Chester City an.
Burton erhielt am Saisonende keinen Profivertrag angeboten und wechselte in die siebtklassige Isthmian League Premier Division zum FC Wealdstone, den er aber nach vier Einsätzen bereits im September 2005 wieder verließ. Er setzte seine Laufbahn ab der Saison 2006/07 eine Spielklasse tiefer innerhalb der Isthmian League in der Division One North beim FC Ware fort. In der Saison 2007/08 war er der „Dauerbrenner“ des Klubs und bestritt 62 der 64 Pflichtspiele, im FA Cup 2007/08 erreichte er mit dem Achtligisten die erste Hauptrunde des FA Cups, das zweite Mal in der Vereinsgeschichte nach 1968. Burton war dabei der einzige Spieler im Kader von Ware, der auf Football-League-Erfahrung zurückblicken konnte. Die Erstrundenpartie gegen den Fünftligisten Kidderminster Harriers endete mit einer 0:2-Niederlage. Zudem gelangen in jener Saison Finalteilnahmen im Herts Senior Cup (2:5 gegen den FC Boreham Wood) und im Herts Charity Shield (0:1 gegen den FC Cheshunt).
Ende 2008 folgte der Mittelfeldspieler nach 136 Pflichtspielen und 17 -toren (davon 10 in der Liga) als einer von sieben Spielern Ware-Spielern seinem bisherigen Trainer Glen Alzapiedi eine Spielklasse höher zu Harlow Town nach, wo er im Januar 2009 ein ungewöhnliches Debüt gab: bei einem Mitte Dezember 2008 erlittenen Autounfall hatte er sich das Schlüsselbein und eine Rippe gebrochen, beides blieb zunächst unbemerkt und wurde erst diagnostiziert, als er während der Partie gegen Hastings United starke Schmerzen verspürte. Burton konnte daher verletzungsbedingt im restlichen Saisonverlauf nicht mitwirken, die für den Verein mit dem Abstieg endete. Im Anschluss spielte er kurzzeitig bei den Brimsdown Rovers in der Spartan South Midlands League, im Herbst 2009 bestritt er nochmals einige Partien für Ware (12 Pflichtspiele, 1 -tor), bevor er in der Folge noch beim FC Cheshunt und dann wiederum in der Spartan South Midlands League bei Broxbourne Borough V & E aktiv war.